# 담양 금성산성
담양 금성산성(潭陽 金城山城)은 대한민국 전라남도 담양군 금성면에 있는 삼국시대의 성곽이다. 1991년 8월 24일 대한민국의 사적 제353호로 지정되었다.

## 개요
삼국시대에 처음 쌓았고, 조선 태종 9년(1409)에 고쳐 쌓은 후 광해군 2년(1610)에 보수공사를 하면서 내성도 함께 만들었다. 광해군 14년(1622)에는 내성 안에 관청을 건립하고 효종 4년(1653)에 성 위의 작은 담(여장)을 수리하면서, 전반적으로 성의 면모를 갖추게 되었다.
외성은 2km, 내성은 700ｍ 길이에 돌로 쌓은 산성이다. 동학운동(1894) 때 건물이 많이 불타 없어지고 현재는 동·서·남·북문의 터가 남아 있다. 내성 앞에는 국문영 장군의 비석이 남아 있다.

## 참고 자료
- 담양 금성산성 - 국가유산청 국가유산포털